# Tagametsa
Tagametsa est un village de la commune de Saue du comté de Harju en Estonie.
Au 31 décembre 2011, il compte 102 habitants.